# Die Geliebte des Korsaren
Die Geliebte des Korsaren ist ein US-amerikanischer Abenteuerfilm aus dem Jahr 1952 von Edward Ludwig mit John Payne und Arlene Dahl in den Hauptrollen. Der Film wurde von Paramount Pictures in den Verleih gebracht und basiert auf dem Roman Carib Gold von Ellery H. Clark.

## Handlung
Der Abenteurer Dick Lindsay beobachtet bei seiner Vogeljagd auf einer karibischen Insel den berüchtigten Piratenkapitän Francis Barclay, dessen Ersten Maat Burford und einen Matrosen, die eine Schatzkiste vergraben. Im Unterholz versteckt sieht er, wie der Matrose, bewaffnet mit einer Schaufel, versucht, sich an Barclay heranzuschleichen, jedoch vom Kapitän niedergeschossen wird. Bald darauf wird Dick von Barclay entdeckt und auf dessen Schiff, der Black Panther, eingesperrt. 
Barclay lässt Robert MacAllister, den Neffen des mächtigen, korrupten Andrew MacAllister, Barclays ehemaligem Geschäftspartner, in seine Kapitänskajüte kommen. Barclay, der Robert von einem von MacAllisters Schiffen entführt hat, plant, ihn gegen seinen Onkel einzusetzen, doch als er herausfindet, dass Robert in eine Meuterei verwickelt ist, sperrt er ihn ein. Der Kapitän zwingt Dick zu einem Handel und verspricht ihm seine Freiheit, wenn es ihm gelingt, MacAllister zu ruinieren. Barclay erklärt, dass MacAllister ihn vor einundzwanzig Jahren in die Sklaverei verkauft, seine Frau geraubt und seine kleine Tochter Christine entführt und sie als sein eigenes Kind aufgezogen habe. Barclay, der seit Jahren versucht, Rache zu nehmen, will, dass Dick sich als Robert ausgibt, sich bei MacAllister einschmeichelt und dann seinen gesamten Munitionsvorrat zerstört. Zwar hat MacAllister seinen Neffen seit zwanzig Jahren nicht gesehen, jedoch hat Robert eine Narbe im Gesicht, die ihm sein Onkel zugefügt hat. Also befiehlt Barclay seinem Arzt, Dick an derselben Stelle eine Narbe zuzufügen. Barclay befiehlt Robert zudem, Dick über seine persönliche Geschichte und aristokratischen Manieren zu unterrichten. 
Als sich die Black Panther MacAllisters Insel nähert, wird eines von MacAllisters Schiffen, die Shark, entdeckt und angegriffen. Der siegreiche Barclay schickt Dick auf das Langboot der Shark, nach tagelangem Treiben wird Dick von MacAllisters Männern entdeckt und gerettet. Als MacAllister Dicks Narbe sieht, akzeptiert er ihn als seinen Neffen, verhält sich jedoch nichtsdestotrotz verächtlich. Als Dick versucht, MacAllisters Aufseher Shively davon abzuhalten, eine Sklavin auszupeitschen, wirft eine andere Sklavin ein Messer nach Shively. Die Frau wird verfolgt und erschossen. Die aufbrausende Christine schimpft auf Dick, weil er sich um ihre Sklaven kümmert, und schlägt ihrem Vater vor, ihn zu zwingen, für Shively zu arbeiten. Auf dem Weg dorthin offenbart Christine, die sich eigentlich zu Dick hingezogen fühlt, ihren Wunsch, die Insel zu verlassen und die Welt zu sehen. Auf Christines Drängen hin überträgt der eifersüchtige Shively Dick die Leitung der Familienmühle und befiehlt ihm, das Mühlrad selbst mit Pedalen in Gang zu halten. Als Shively Dick für die geringe Leistung der Mühle tadelt, willigt Dick, der darauf bedacht ist, kooperativ zu erscheinen, ein, die Sklaven zu bestrafen, die für ihn arbeiten. Im Geheimen versichert Dick den Sklaven, dass er ihnen bei einer Revolte helfen werde, drängt sie aber, sich bis zu MacAllisters großer Auktion bedeckt zu halten. Dick, der Barclay versprochen hatte, Christine nichts von ihrer Abstammung zu erzählen, trifft sich nachts heimlich mit ihr, ist aber verblüfft über ihr widersprüchliches, manchmal rücksichtsloses Verhalten. Kurz darauf erfährt MacAllister, dass eine Leiche an Land gespült wurde. Als er eine Narbe auf der Wange sieht, erkennt er, dass es Robert ist. Obwohl er seine Entdeckung einigen seiner Männer mitteilt, beschließt MacAllister, Dick nicht sofort zu entlarven, da er möchte, dass er die Sklaven bei Laune hält, bis er bereit ist, sie bei seiner bevorstehenden Auktion zu verkaufen. Dick rettet MacAllisters Leben, indem er dem Sklaven Esau ein Messer aus der Hand schießt, als Esau im Begriff ist, MacAllister zu erstechen. Von Eifersucht überwältigt, informiert Shively Christine über Dicks Identitätsbetrug, aber sie weigert sich, ihm zu glauben.
Am Abend der Auktion, bei der MacAllister all seine unrechtmäßig erworbenen Reichtümer an Aristokraten verkauft, wartet Barclay auf der Black Panther vor der Küste auf Anzeichen dafür, dass Dick MacAllisters Munition vernichtet hat. Dick wird jedoch gefangen genommen, als MacAllister ihn öffentlich bloßstellt und ihm befiehlt, gegen Shively auf Leben und Tod zu kämpfen. Trotz MacAllisters Enthüllung ist Christine immer noch in Dick verliebt und fleht die Sklaven an, ihm zu helfen. Während sich Dick und Shively mit Messern duellieren, schlägt Quashy, der Anführer der Sklaven, einen Wächter nieder und zündet die Sklavenunterkünfte an, wodurch wiederum MacAllisters Sprengstoff entzündet wird. Gerade als Dick Shively besiegt, sieht Barclay die feurigen Explosionen und beginnt seinen Angriff auf die Insel. MacAllisters Männer werden bald von den Piraten und wütenden Sklaven überwältigt. MacAllister zieht sich in seine Schatzkammer zurück, wird jedoch von Barclay gefunden und erschossen. Empört erschießt Christine Barclay, der Dick mit seinem letzten Atemzug anfleht, Christine nichts von der wahren Identität ihres Vaters zu erzählen. Dick verspricht, das Geheimnis zu bewahren, und umarmt die trauernde Christine.

## Hintergrund
Gedreht wurde der Film von Anfang Januar bis Anfang Februar 1952 in den Paramount-Studios in Hollywood.
Earl Hedrick und Hal Pereira oblag die künstlerische Leitung. Bertram C. Granger war für das Szenenbild zuständig, Edith Head und Henry West für die Kostüme. 

## Synchronisation
Die deutsche Synchronfassung entstand im Auftrag der Berliner Synchron GmbH Wenzel Lüdecke.
| Rolle                 | Schauspieler        | Deutscher Synchronsprecher |
| --------------------- | ------------------- | -------------------------- |
| Dick Lindsay          | John Payne          | Ernst Wilhelm Borchert     |
| Christine MacAllister | Arlene Dahl         | Sigrid Lagemann            |
| Kapitän Barclay       | Cedric Hardwicke    | Paul Wagner                |
| Andrew MacAllister    | Francis L. Sullivan | Walther Suessenguth        |
| Shively               | Willard Parker      | Curt Ackermann             |
| Burford               | Dennis Hoey         | Wolf Martini               |
| Quashy                | Clarence Muse       | Walter Werner              |
| Robert MacAllister    | William Pullen      | Paul Edwin Roth            |
| Evans                 | Walter Reed         | Ralph Lothar               |
| Townsend              | Ramsay Hill         | Erich Fiedler              |
| Schiffsarzt           | Richard Hale        | Erich Poremski             |

Anmerkung: Die kursiv geschriebenen Namen sind Rollen und Darsteller, die nicht im Abspann erwähnt wurden.

## Veröffentlichung
Die Premiere des Films fand am 24. September 1952 in New York statt. In der Bundesrepublik Deutschland kam er am 11. September 1954 in die Kinos.

## Kritiken
Das Lexikon des internationalen Films schrieb: „Romantik und Action in einem Abenteuerfilm, der aufwendig, aber langatmig und fantasiearm in Szene gesetzt ist.“
Die Filmzeitschrift Cinema befand: „Naiver Spaß.“